# Henk Scholten

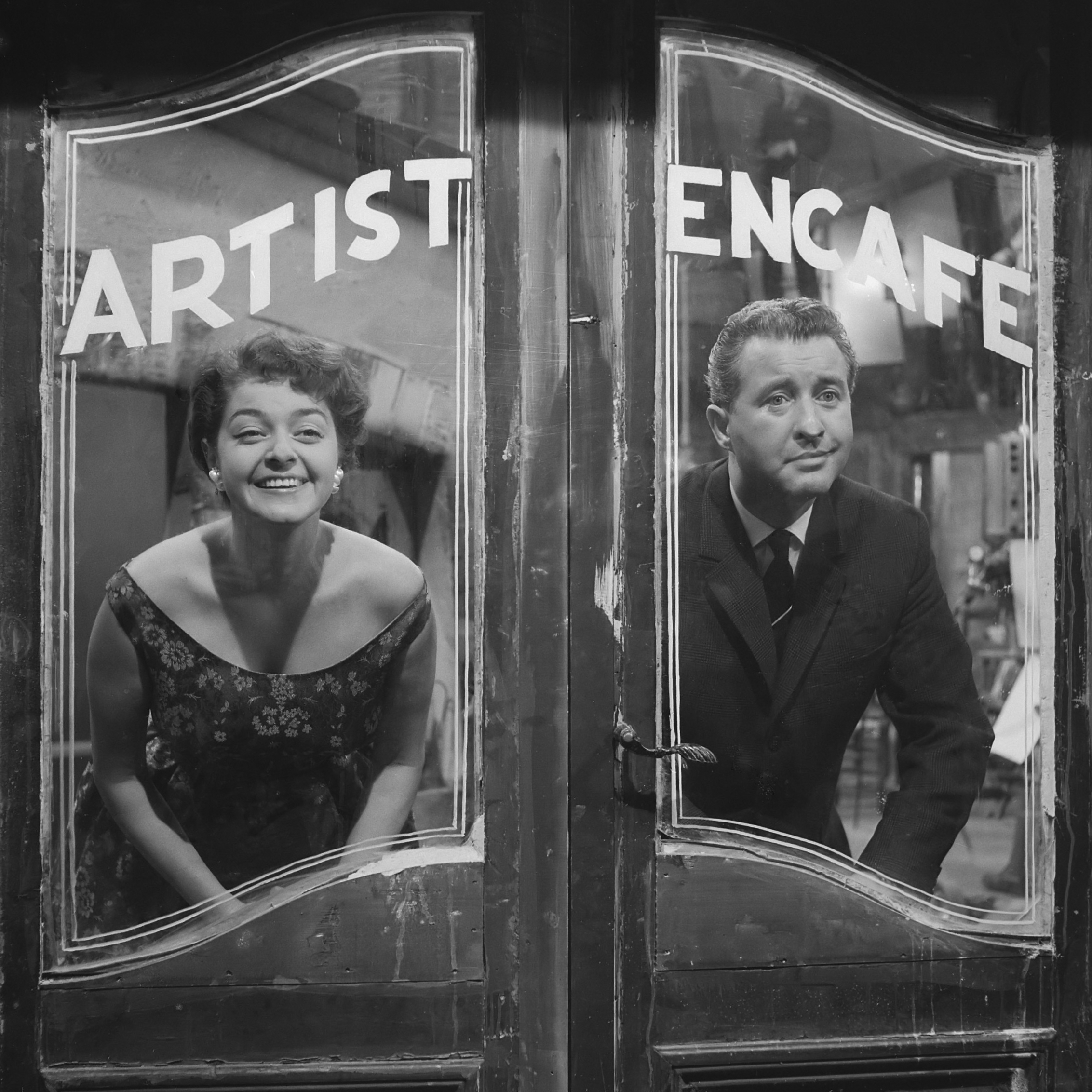
Teddy en Henk Scholten (1959).

Henk Scholten (Den Haag, 8 juli 1919 - Rijswijk, 17 juni 1983) was een Nederlandse zanger.

## Leven
Reeds op jonge leeftijd vormde hij duo met Ab van 't Zelfde onder de naam Scholten en Van 't Zelfde. Ze traden onder meer op in het Haagse Cabaret van Hein Funcke. Daar leerde hij Teddy van Zwieteren kennen, met wie Henk Scholten in 1947 in het huwelijk trad. Zij werd nadien bekend als Teddy Scholten, die in 1959 het Eurovisiesongfestival won. Vanaf 1953 traden Henk en Teddy Scholten samen op in revues, op radio en televisie zowel in Nederland als in het buitenland. Later had Henk Scholten samen met zijn echtgenote de eigen tv-show Zaterdagavondakkoorden op KRO.

## Discografie

### Singles
- 1950 - Snoezepoes / When You Are In Volendam (met Teddy Scholten) - 78rpm-10"-single - HIS MASTER'S VOICE - JF 103
- 1950 - 5 december, Deel 1 / 5 december, Deel 2 (met Teddy Scholten) - 78rpm-10"-single - HIS MASTER'S VOICE - JF 104
- 1950 - Jantjes Verjaardag, Deel 1 / Jantjes Verjaardag, Deel 2 (met Teddy Scholten) - 78rpm-10"-single - HIS MASTER'S VOICE - JF 111
- 1950 - Jeugdige Klanken, Deel 1 / Jeugdige Klanken, Deel 2 (met Teddy Scholten) - 78rpm-10"-single - COLUMBIA - DH 505
- 1954 - Hans en Grietje (met Teddy Scholten en de zeven man) - 78rpm-10"-single - COLUMBIA - DH 511
- 1955 - Sinterklaas is jarig (met Teddy Scholten en Peter Piekos) - 78rpm-10"-single - COLUMBIA - DH 569
- 1955 - Daar komt de kerstman (met Teddy Scholten en Peter Piekos) - 78rpm-10"-single - COLUMBIA - DH 570
- 1956 - 't Is Raar Maar Waar / Samen (met Teddy Scholten) - 78rpm-10"-single - DECCA - M 64101
- 1957 - Zeg, Zou Je Blij Zijn Met Een Ton? (Who Wants To Be A Millionaire) / Kom, Lieve Kleine Meid (Come Pretty Little Girl) (met Teddy & Renée Scholten) - 78rpm-10"-single - DECCA - M 64133
- 1958 - Liefdesrecept / Twee blauwe kinderogen (met Teddy Scholten & kinderzang van Annemieke) - 78rpm-10"-single - DECCA - M 64162
- 1961 - Klein Klein Kleutertje, No 1 (met Teddy & Renée Scholten) - 7"-single - PHILIPS - 314 010 RF
- 1961 - Klein Klein Kleutertje, No 2 (met Teddy & Renée Scholten) - 7"-single - PHILIPS - 314 011 RF
- 1961 - Teddy En Henk Scholten Zingen De Lof Van Fornax (met Teddy Scholten) - 7"FD - FORNAX - SHOL 029
- 1964 - Klein Klein Kleutertje, No 3 (met Teddy & Renée Scholten) - 7"-single - PHILIPS - 314 080 RF
- 1966 - Klein Klein Kleutertje, No 4 (met Teddy & Renée Scholten) - 7"-single - PHILIPS - 314 509 RF
- 1966 - 'k Heb M'n Wagen Volgeladen, No 1 (met Teddy Scholten & De Schellebellen, o.l.v. Paula van Alphen) - 7"-single - PHILIPS - 314 511 RF

### Ep's
- 1956 - Kabouter Domoor, Deel 1 / Kabouter Domoor, Deel 2 (met Teddy Scholten) - 7"-ep - COLUMBIA - SEGH 2
- 1961 - Klein Klein Kleutertje - 2 (met Teddy & Renée Scholten) - 7"-ep - PHILIPS - 411 612 NE
- 1961 - Zie Ginds Komt De Stoomboot (met Teddy & Renée Scholten) - 7"-ep - PHILIPS - 411 619 NE
- 1961 - Klein Klein Kleutertje (met Teddy & Renée Scholten) - 7"-ep - PHILIPS - 422 579 NE
- 1962 - Een Zaterdagavondakkoorden Medley (met Teddy Scholten) - 7"-ep - PHILIPS - PE 433 109

### Lp's
- 1948 - De gelukkige prins (met Teddy Scholten) - 78 toeren plaat in boek - BOVEMA / TPL SS3
- 1962 - Klein Klein Kleutertje - 47 Vrolijke Kinderliedjes (met Teddy & Renée Scholten) - 10"-lp - PHILIPS - P 600 343 R
- 1965 - 'k Heb M'n Wagen Volgeladen (met Teddy & Renée Scholten) - 12"-lp - PHILIPS - P 12961 L
- 1966 - En We Zingen ... En We Springen ... En We Zijn Zo Blij ... - Alle Bekende Sinterklaasliedjes: Zing Ze Mee Met (met Teddy & Renée Scholten) - 12"-lp - PHILIPS - P 12995 L
- 1967 - Klein Klein Kleutertje (met Teddy & Renée Scholten) - 12"-lp - FONTANA - 626 297 QL